# Savoyard (langue)
Pour les articles homonymes, voir Savoyard.
Le savoyard (savoyâ ou savoyârd [sa.vɔ.ˈjaː]) est le nom donné aux dialectes de la langue franco-provençale (ou arpitane) parlés en Savoie (Savouè). Il s'agissait de la variante franco-provençale la plus parlée en France, avec un nombre de locuteurs estimé à 35 000 en 1988. Selon plusieurs sondages, la proportion de la population savoyarde parlant cette langue était en 2001 de 7 %, dont seulement 2 % des Savoyards l'utilisaient quotidiennement, majoritairement dans les milieux ruraux.
Le savoyard est compris dans la Charte européenne des langues régionales ou minoritaires en tant que dialecte du franco-provençal. Cependant, le savoyard est lui-même subdivisé en de nombreux sous-dialectes dans presque toutes les grandes vallées.
Ce dialecte du franco-provençal a vu son nombre de locuteurs fortement diminuer depuis l'annexion de la Savoie à la France en 1860, notamment à cause de l'interdiction de le parler à l'école, le service militaire, ainsi que lors des deux conflits mondiaux. Le XXe siècle a vu le nombre de locuteurs passer de la quasi-totalité de la population des campagnes savoyardes à quelques dizaines de milliers.
Cependant au cours des années 1980, un regain d’intérêt a existé avec l'organisation de nombreuses fêtes internationales du franco-provençal, la création de plusieurs associations ayant pour but de sauvegarder cette langue, notamment, le groupe de Conflans, et l'Institut de la langue savoyarde, la publication de nombreux ouvrages (monographies, livres, romans), ainsi que l'enseignement — quoique difficile, du fait de l'absence de reconnaissance comme langue régionale — présent dans quelques écoles. De nombreux échanges entre élèves ayant pris cette option sont organisés chaque année, surtout lors du concours Constantin-Désormeaux visant à récompenser les meilleurs travaux des élèves dans cette langue. La signalisation bilingue commence elle aussi à être présente en Savoie à l'entrée des agglomérations.
La manière dont doit évoluer le savoyard, quant à une possible pseudo-uniformisation, une orthographe commune à l'ensemble de l'aire franco-provençale, est cependant sujette à de nombreuses controverses entre plusieurs courants. Ces courants sont le plus souvent divisés en deux groupes. Les patoisants, groupe majoritairement formé de retraités, qui, pour la plupart, sont des locuteurs natifs, ayant inconsciemment appris la langue dès leur plus jeune âge avec leurs parents, souvent en ce qui concerne la vie rurale, mais qui, pour une partie d'entre eux, ne se sont « réintéressés » au savoyard qu'à un âge assez tardif : pour la majorité, ils sont pour une conservation de la langue telle qu'elle est, avec ses variantes, préférant utiliser la graphie de Conflans (ou de type semi-phonétique). L'autre groupe, informel, est composé des néo-locuteurs, dont le groupe le plus représenté est celui dit des arpitans. La plupart de ceux-ci exercent un métier intellectuel et n'ont appris la langue que tardivement, de manière volontaire. À la différence des patoisants, ils n'utilisent le terme patois qu'avec les locuteurs natifs, car ils estiment que pour le grand public, le terme patois a une connotation péjorative (ce serait une sous-langue), et n'utilisent que modérément le mot franco-provençal qui est de nature confuse. Ils préfèrent le néologisme arpitan et promeuvent la diffusion d'une orthographe normalisée supradialectale (ORB), sans rejeter les graphies phonétiques, qui « seront toujours utiles pour l’apprentissage de la langue orale, car elles remplissent le rôle de l’alphabet phonétique international habituellement utilisé dans l’apprentissage des langues ».

## Histoire
Le savoyard est un dialecte du franco-provençal, qui lui-même est une langue gallo-romane issue de différentes langues, dont les plus importantes sont le Latin et les dialectes gaulois, ainsi qu'un substrat burgonde — dont l'importance au sein de la langue est encore discutée. Né durant l'époque carolingienne en même temps que le reste de l'aire linguistique franco-provençale, le savoyard va connaitre différentes évolutions et scissions qui forgeront la langue savoyarde actuelle et ses différentes variantes selon les vallées.

### Origines de la langue savoyarde, et évolution durant le haut Moyen Âge
Les premières traces du savoyard remontent à l'époque carolingienne, lors de la division qu'il y eut entre l'aire linguistique d’oïl et l'aire linguistique franco-provençale. L’événement à l'origine de cette séparation est le changement de capitale qui s'opéra sous le règne de Clovis (règne : 481/482). La capitale de la Gaule passe alors de Lyon (Lugdunum) à Paris et c'est donc à la suite de cet événement, pouvant paraître insignifiant, que les deux aires linguistiques se séparèrent. Les évolutions de la langue en pays d'oïl ne sont donc plus forcément acceptées par l'aire franco-provençale. On peut noter trois refus majeurs datant de cette époque, qui accélèrent la naissance du franco-provençal. Le plus notable, et sans doute le plus marquant, fut le déni de l'aire franco-provençale d'accepter l'oxytonisme généralisé, présent en langue d'oïl. La grande majorité des voyelles finales — principalement le a, marque du féminin — restèrent atones (exemple : le latin rosa donne rose en français, et reu/rouza en savoyard).

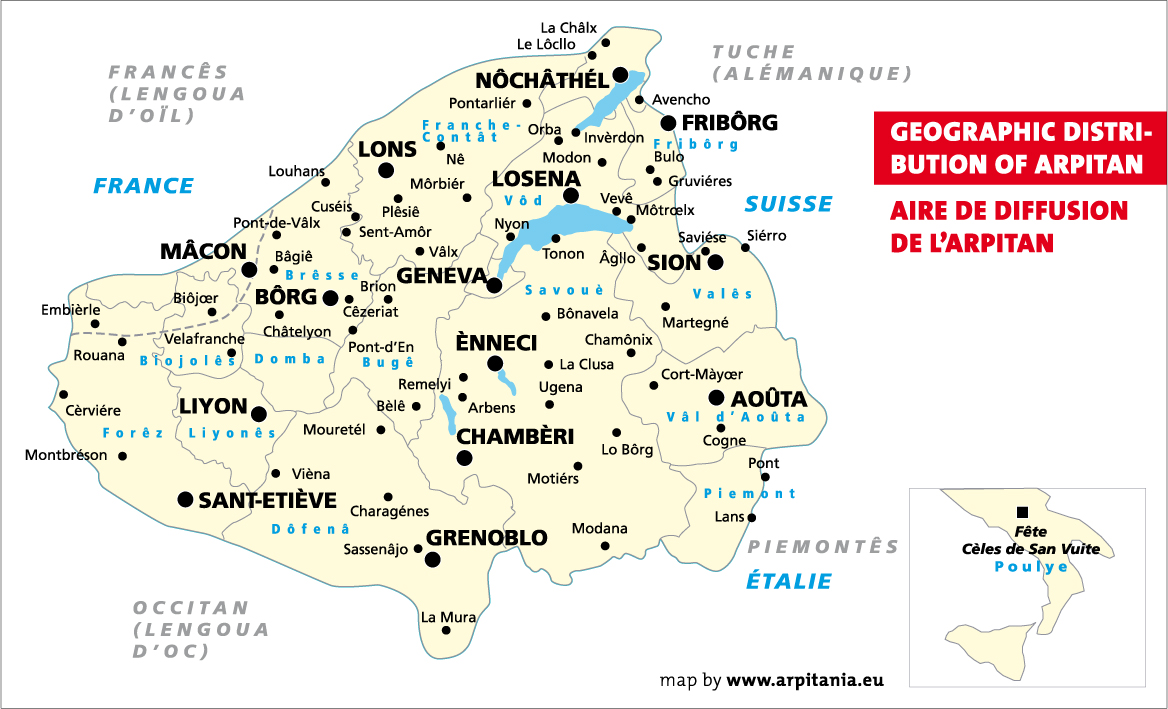
Le savoyard fait partie du domaine linguistique arpitan.

Sur le principal substrat du savoyard qu'est le latin, des traces celtiques et gauloises d'une latinisation tardive restèrent présentes dans la langue savoyarde. En effet, la principale différence entre l'occitan et le franco-provençal est la date de latinisation qui, pour le deuxième, fut plus tardive que le premier. Découlant de cela, le substrat celtique est bien plus important dans le domaine franco-provençal que dans le domaine occitan, comme le montrent les nombreux mots issus de dialectes gaulois incorporés dans la langue. On peut citer comme exemple le mot BLIGITICARE, signifiant « traire » en gaulois, qui en savoyard a donné bloshyi / blotsyé / blostyé [bləθi] ou [bləstje], signifiant « finir de traire », ou « traire une seconde fois » — on peut constater, comme pour beaucoup d'autres formes gauloises restées en savoyard, l'évolution péjorative de ce mot, "barbare" aux yeux du latin. Ce terme est, entre autres, à l'origine du nom reblochon, un fromage savoyard. Le mot savoyard nant (rivière), qui est aujourd'hui très présent dans la toponymie savoyarde, est lui aussi un bon exemple du substrat celtique, que l'on retrouve dans les langues brittoniques sous des formes équivoques, comme le breton nant (canal). Le haut Moyen Âge fut aussi le théâtre d'invasions barbares en Savoie, principalement burgondes, qui apportèrent un nombre plus ou moins important de mots au savoyard, comme tasson (blaireau), fata (poche)… Seulement, au vu des faibles connaissances que les linguistes ont de la langue burgonde, il est difficile de déterminer avec exactitude quelle est l'étendue du substrat burgonde. Il est donc l'objet de vives controverses.

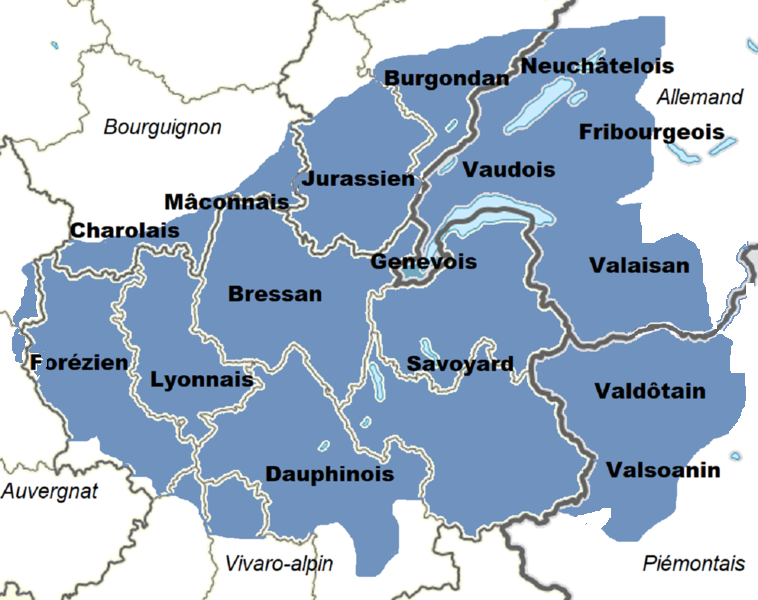
Carte des dialectes de l'arpitan.

Il faut donc noter des emprunts aux langues celtiques (ex: nant ou nan = ruisseau, torrent) et burgondes mais aussi aux langues voisines comme l'occitan, et quelques-uns à la langue d'oïl. Le principal substrat du savoyard, et des autres langues romanes, reste néanmoins le latin (voyelles finales latines inaccentuées, comme dans le nom de village Giettaz se dit [ðjɛta], le « a » final n'étant presque pas entendu).

### Du Moyen Âge auXIXesiècle

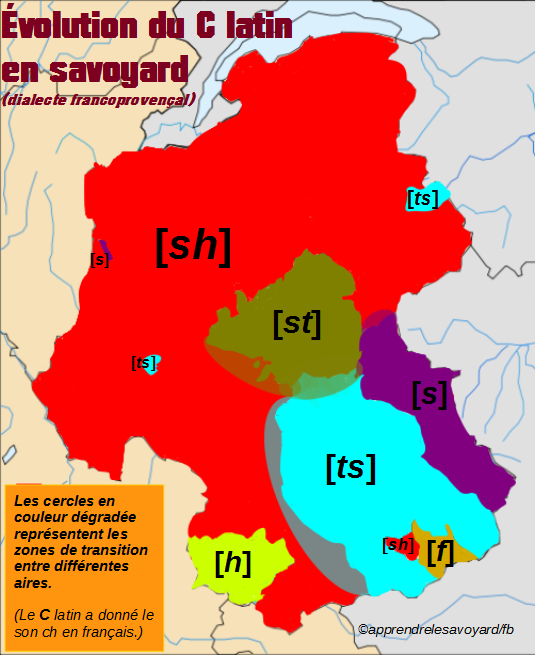
Évolution du C+A latin en Savoyard.

L'entrée dans cette longue période historique se fait par une période d'évolution et d'éclatement linguistique forte (non endémique à l'aire franco-provençale) et floue dans le cas du savoyard. En effet, les évolutions entre le domaine d'oïl et le domaine franco-provençal se font soit de manière plus ou moins similaire, soit totalement différente. Au XIIe siècle, une évolution notable est présente dans les deux domaines de manière similaire, il s'agit de l'amuïssement du s préconsonantique devant une consonne sourde (ex : tsasté > tsaté). D'autre part, la scission entamée entre les deux groupes linguistiques sous le règne de Clovis s'est en partie accentuée au XIIIe siècle, notamment par la réduction des consonnes affriquées en ancien français [d͡ʒ] en [ʒ] (issus du J,D + Y ; G +A latin) ; le [t͡s] en [s] ; et le [t͡š] en [š] (issus du C + I,E latin). Ainsi, les mots latin centus et vocem vont à partir du XIIIe siècle évoluer en français de la manière suivante : diŭrnus donne djorn > jorn > jour et centus donne > tsentus > cent ; alors qu'en franco-provençal, on observe un schéma différent, comme suit : cinque > tsin(q) > þẽ (θẽ)> thin, et djor > dzor > zor , certains dialectes ayant poursuivi en z, ð (son de the anglais), à l’exception de certains endroits de l'aire franco-provençale qui ont conservé plus ou moins longtemps les formes en dz et ts. C'est en cela qu'un flou linguistique persiste, car les [dz] et [ts] n'ont pas subsisté sous cette forme identique dans toute la Savoie.
Effectivement, comme le montre la carte ci-contre, le C+A latin, qui dans sa forme originale [t͡s] a donné, selon les variantes savoyardes, [st], [θ], [h], [s], et plus récemment [f] à Lanslebourg (début 1900). Le [d͡z] a quant à lui donné [zh], [z], et [zd]. La majorité de ces évolutions restent incertaines, cependant, la période d'évolution du [t͡s] en [θ], ainsi que du [d͡z] en [zh] est sûrement celle évoquée plus haut — XIIIe siècle —, car c'est à la même époque que l'espagnol voit de même son [t͡s] évoluer en l'inter-dentale [θ] identique au savoyard sh. Les métathèses [st] et [zd] faites dans le Val d'Arly, et le Beaufortain restent quant à elles mystérieuses, et peu d'explications ont été fournies. Une des rares études réalisées sur ce sujet est celle de Jules Cornu, qui en 1877, publiait son étude Métathèse de ts en st et de dz en zd dans Romania, tome 6 no 23 une explication selon laquelle les sons [zd] et [st] n'étant pas des sons simples, ils résultent d'une évolution linguistique. Il expose donc qu'un cheminement du type ts > sts > st et dz > zdz > zd est sûrement à l'origine de cette variation unique dans le domaine franco-provençal.
Outre les évolutions linguistiques, le Moyen Âge, ainsi que la Renaissance, sont aussi l'âge d'or de la littérature savoyarde. De nombreux écrits relatant les épisodes importants du duché de Savoie fleurissent. Ainsi, les textes de Jean Menenc, qui en 1590 vantait les mérites de Charles-Emmanuel Ier de Savoie et dont voici un extrait :
| David dè petit corsajut Ot tantost met de revay Goliaz, cé gro ravnajut, Que facey tant le mavay. | David de petite taille Eut tôt fait de renverser Goliath, ce géant ravageur, Qui était si méchant. |

Textes qui ne furent pas toujours en faveur du duché de Savoie, comme le montre Le plaisant discours d'un médecin savoyart emprisonné pour avoir donné advis au Duc de Savoye de ne croire son devin. (titre en ancien français) datant de l'été 1600, dont voici un extrait :
| Creide me, ie vo en priou, Monsiou On Ray é bin atrou qu'on Dou Per m'arma, ie fechi bin coire ; Y se fecha en gran colaire E brammave com'on pati [...] Lo ray en sa fransy n'a esta Mai bin c'è trouva en savoay Et é dou e ray, per ma fay! [...] | Croyez-moi, je vous en prie, monsieur, Un roi est bien différent d'un Duc. Par mon âme, je le fis bien bouillir (de colère) Il se mit en grande colère Et meuglait comme un chiffonnier. [...] Le roi n'est pas resté dans sa France Mais, s'est bien trouvé en Savoie, Et il est duc et roi, par ma foi ! [...] |

### DuXIXesiècleà nos jours
Le savoyard fut et reste un langage géographiquement variable car la formation d'une langue unitaire franco-provençale ne fut pas facilitée par les répartitions territoriales qu'a connues la Région Rhône-Alpes. Seuls la Savoie, le Val d’Aoste, le Vaud, le Genevois et le Valais connurent une indépendance linguistique plus grande (car n’étant pas rattachés à la France). Une autre cause à l'origine des variations du savoyard est la présence de montagnes. Effectivement, cet obstacle naturel ne facilite pas les déplacements (relief accidenté, enneigement important, ...) et est la cause de l'isolement de nombreux villages et hameaux. L’impact majeur de cette quasi-autarcie est que les variations se font sentir entre certaines vallées, parfois même entre certains villages. Le franco-provençal a cependant continué à être utilisé dans la majeure partie des Alpes du Nord (Dauphiné, Lyonnais, Bresse inclus).
À partir du XIXe siècle, de très nombreuses études portant sur la langue savoyarde apparaissent ; effectivement, ces recherches sur la langue savoyarde, portées par des linguistes comme Aimé Constantin, Jules Gilliéron, Joseph Desormaux, Jules Cornu, ou encore Graziadio Isaia Ascoli (pour l'ensemble du francoprovençal), débouchent sur la publication de nombreux dictionnaires, comme le Dictionnaire Savoyard d'Aimé Constantin et Joseph Desormaux. Cependant, il existait un certain nombre d'études, de recherches et de comptes-rendus linguistiques sur le savoyard avant cette période, comme le montre l'extrait suivant, tiré de La precellence du langage Françoys, datant de 1579 :

« En Savoy, un laboureur s'en allant labourer la terre dit qu'il s'en va arar, syncopant le latin arare... Or ce mesme pays a retenu plusieurs belles paroles de la langue latine, qui ne se trouvent point ès aultres dialectes »

— Henry Estienne, La precellence du langage Françoys, 1579
Cependant, ces études n'étaient guère nombreuses avant le XIXe siècle, et pour la plupart assez succinctes. Mais à partir de la ''prise de conscience linguistique'' réalisée en cette fin de XIXe siècle, des spécialistes se mirent à arpenter les montagnes savoyardes, en quête de témoignages et d'informations concernant les différentes variantes de la langue. Toutes ces recherches menèrent à la publication de centaines de comptes-rendus, de dictionnaires, d'articles dans des revues linguistiques, comme dans la Revue des patois Gallo-Romans. L’ensemble de ces études furent regroupées par M. Desormaux dans Bibliographie méthodique des parlers de Savoie : langue et littérature.
Malgré une reconnaissance grandissante de cette langue dans les milieux universitaires, grâce aux études susdites, l'apprentissage obligatoire du français, la Première Guerre mondiale et la modernisation n'ont fait qu’accélérer le mécanisme de déclin de la langue savoyarde déjà enclenché. Ainsi, dès la fin de la Seconde Guerre mondiale, et surtout au tournant des années 1960 avec l'exode des campagnes et l'évolution du monde rural, la langue savoyarde n'est guère plus usitée que par le milieu paysan (et les personnes âgées), pour décrire des outils ou travaux des champs. Cependant, depuis les années 1980, on assiste à un engouement de plus en plus présent pour le savoyard, cela étant principalement dû au tourisme et à la prise de conscience de la richesse patrimoniale que représente le savoyard, faite par la volonté de plusieurs groupes et notamment le Groupe de Conflans, dans sa volonté de mettre en place des concours, d'élaborer une graphie permettant l'écriture et la collecte de textes. De plus, comme toute langue, le savoyard possède la richesse inestimable d'un reflet de la culture locale, savoyarde pour cette langue, les façons de faire, de vivre, d'habiter dans les montagnes alpines. Faisant écho à cette dynamique, le savoyard est depuis plusieurs décennies dispensé dans des écoles bilingues par l'association des enseignants de Savoyard (AES), malgré des difficultés législatives restreignant cet enseignement, notamment au niveau de l'option savoyard au bac, qui jusqu'à aujourd'hui n'est pas autorisée par le ministère de l'Education. L'apprentissage de cette langue ne s'arrête cependant pas là, de nombreux Groupes patoisants à travers tous les Pays de Savoie organisent des cours, ou veillées d'apprentissage du savoyard dans différentes communes.

## Particularités dialectales du savoyard[24]
Parmi les parlers de Savoie, il existe certaines spécificités, d'une part de traitement phonétique, d'autre part de corpus lexical.
- On cite souvent, comme particularisme phonétique, la palatalisation du groupe latin CA-, qui, selon les cas, évolue en [θ] (région d'Annecy), [st] dans le Val d'Arly, Beaufortain, [ts] en Haute-Maurienne. Ainsi, le mot champ (du latin CAMPUS) donne [θã], [stã] ou [tsã] suivant les endroits.
- Parmi le corpus lexical, outre les espèces végétales propres à l'étage montagnard : vèrna, vèrôche (aulne vert), foyârd (hêtre), darbé (sapin), vouargno (sapin blanc), shardosse (carline)… on trouve aussi, par exemple, beaucoup de termes liés à la météorologie : bacan, bôrt temps (mauvais temps), coussie (tempête), rosâ (averse), niola (nuage)… à l'environnement : cllapiér, pèrrié (éboulis), ègrâs (escalier), bâlma (grotte), tôva (tourbière), lanshe (champ en pente) à l'origine du mot savoyard devenu français avalanche, en savoyard  avâ (descendre) et lanshe (champ, champ en pente), et des expressions originales comme « fâ la pota », faire la moue, « étre louen », s'en aller… Autant de créations linguistiques qui distinguent fortement le savoyard des dialectes d'oïl et d'oc.
- Une autre caractéristique importante est la définition des jours de la semaine, bon nombre de langues romanes partagent le modèle de: LUNÆ DIES, MARTIS DIES, MERCURII DIES... Tandis que le savoyard l'a inversé (DIES LUNÆ, DIES MARTIS...), donnant: Delon, Demârs, Demécro, Dejô (ou dzou), Devendro, Dessando, Demenge.

1re personne du singulier en savoyard.

## Variations dialectales
Contrairement à l'idée répandue selon laquelle le savoyard varie de manière archaïque, et non déterminée, on peut remarquer de nombreux isoglosses, qui délimitent des aires distinctes.

### Variations notables

#### Évolution de la première personne du singulier.
En savoyard, le dje (venant du latin ego), a évolué en de dans l'ouest, et le nord de la Savoie, mais en ze, zou ou dze, zde, dans les dialectes de l'est.

#### Évolution duC+Alatin.
La forme ancienne de l'aire franco-provençale pour le C+A latin était ts. Comme dit précédemment, elle s'est conservée en moyenne Tarentaise, dans la vallée de Belleville, ainsi que sporadiquement dans différents endroits en Savoie, dont au Mont-Saxonnex, dans les Bauges... Dans la majeure partie des dialectes savoyards (de l'ouest, du nord, ainsi que ceux de Maurienne) cette précédente forme a laissé place à l’inter-dentale sh, θ. Cependant, trois autres aires ont suivi des évolutions différentes (Val d'Arly, Moyenne-Maurienne, Haute Tarentaise). La Haute Tarentaise a simplifié le ts en s, tandis qu'en moyenne Maurienne, cette forme a muté en h, alors que le Val d'Arly, Beaufortain ont inversé le [t͡s] en  [st], qui à la différence du premier n'est un son simple (pour le détail de cette évolution, voir la partie Du Moyen Âge au XIXe siècle).

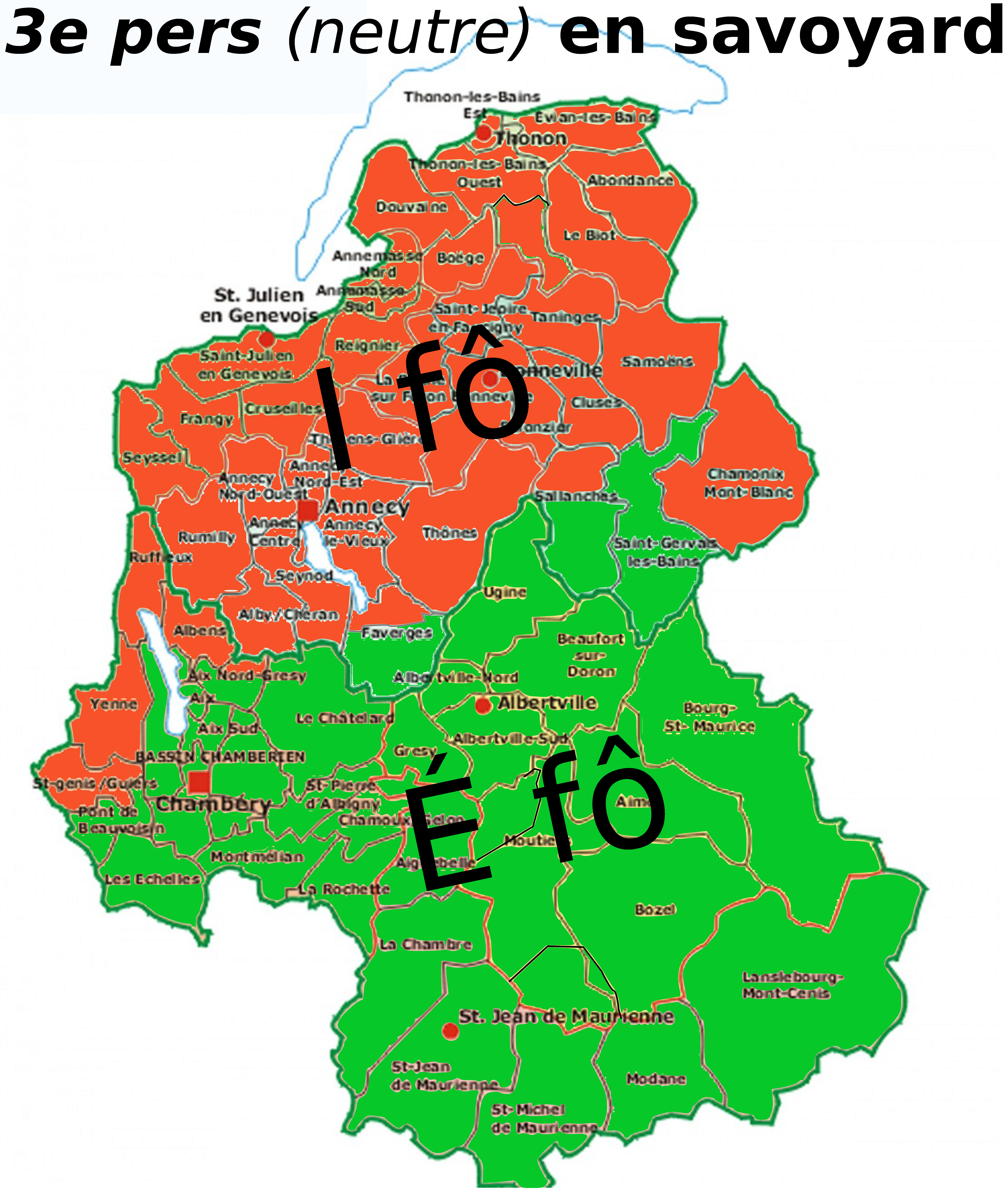
3e personne du singulier (neutre) en savoyard.

#### Évolution de la troisième personne du singulier (neutre).
La troisième personne du singulier, dans les cas où elle est neutre a évolué de deux manières différentes. Au nord de la Savoie, elle a donné i (Ex : i plyu, il pleut) ; tandis qu'au sud, c'est un é (Ex: é plyu, il pleut).

#### Évolution duC+ I,Elatin.
On peut remarquer qu'en savoyard, il existe deux grandes zones d'évolution distinctes ; l'isoglosse entre les deux est relativement similaire à celle de la troisième personne (neutre) du singulier. Au nord, le C + I,E latin a donné f, dont son foyer propagateur a sans doute été Genève. Au sud, si on excepte les évolutions en hiatus de Maurienne, le C + I,E a donné s dans la quasi totalité du département, à l’exception d'une évolution éparse en sh, dans quelques endroits isolés.

#### Évolution des verbes enIARElatin, et duEbref
Les verbes terminant en latin par la forme IARE, ont comme en ancien français donné IER (qui est aujourd'hui le premier groupe finissant en er). Puis, dans la majeure partie des dialectes savoyards cette terminaison a muté en I. Seuls deux exceptions majeures dérogent à la règle, ce sont l'Arly, et le Tarin. En effet, ces deux ensembles étant assez conservateurs, ils ont pour cette terminaison gardé la forme YÉ. D'ailleurs, l'évolution du E bref latin est similaire et a donné i dans la majeure partie des variantes savoyardes, à l’exception toujours de l'Arly et du Tarin ou il est resté la forme é, yé (exemple : Shi, donne tsé, ou styé.).

#### Évolution duUbref latin
Le U bref latin, qui en français a donné OU, a évolué en a-ou en ancien francoprovençal ; s'ensuivent diverses évolutions selon les dialectes. Dans la majorité des dialectes du nord, à l’exception du Chablais, qui a conservé un a-o, la diphtongue s'est simplifiée en la monophtongue eu, peut-être sous l'influence française, car elle est identique à la forme présente en ancien français. Au sud, cette évolution en eu n'est que très sporadique ; mais la diphtongue d'origine ne s'est pas pour autant conservée partout. Effectivement, le son a-ou ne s'est conservé tel quel uniquement dans le Beaufortin, et la Haute-Tarentaise (o-ou), et s'est transformé en ô, â dans les zones limitrophes des endroits conservateurs. Ailleurs, le a-ou, a le plus souvent donné euy, à l’exception du Val d'Arly, ou, à l’exception de quelques mots, la diphtongue s'est inversée, donnant ou-eu.

#### Évolution du groupe ST latin
Le group ST du latin s'est simplifié en t dans la plupart des parlers savoyards comme en français, par exemple FESTA > fêta. En revanche, en Tarentaise à partir de Moûtiers ainsi qu'en Moyenne et Haute Maurienne, le groupe ST aboutit à [θ] puis à [s], [h], [x] ou peut disparaître complètement. La répartition est assez compliquée ; on trouve parfois plusieurs formes au sein d'un parler, par exemple à Bonneval-sur-Arc ST devient [s] normalement, mais [x] devant /r/. Cette évolution est commune à d'autres régions franco-provençales : le haute vallée d'Aoste, le canton de Fribourg, ainsi que certaines parties des cantons de Vaud et du Valais.

### Diversités du vocabulaire.

#### Tableaux de comparaison avec d'autres langues.
Le tableau suivant expose (pour le savoyard) à chaque fois la ou les principale(s) variante(s) de chaque mot. Ces variantes ne représentent aucunement l'intégralité des variations de la langue savoyarde.
| Latin               | Savoyard                | Français   | Piémontais       | Valdôtain | Occitan (vivaro-alpin) | Italien   |
| ------------------- | ----------------------- | ---------- | ---------------- | --------- | ---------------------- | --------- |
| Clavis              | Klyâ                    | Clef / clé | Ciav             | Cllou     | Clau, Passa            | Chiave    |
| Cantare             | Stantâ, Tsantâ, Shantâ  | Chanter    | Canté            | Tsanté    | Chantar, Cantar        | Cantare   |
| Capra               | Shèvra, Styévra, Tyèvra | Chèvre     | Crava            | Tchiévra  | Chabra, Bica           | Capra     |
| Llingua             | Langa                   | Langue     | Lenga            | Lenva     | Lenga                  | Lingua    |
| Nox, Noctis         | Né, nuë                 | Nuit       | Neuit            | Nét       | Nuech                  | Notte     |
| Sapo, Saponis       | Savon                   | Savon      | Savon            | Savon     | Sabon                  | Sapone    |
| Sudare              | Chouâ                   | Suer       | Sudé / strasué   | Sué       | Suar, Susar            | Sudare    |
| Vitae               | Vya                     | Vie        | Vita             | Via       | Vita, Vida             | Vita      |
| Pacare              | Bankâ, Payé             | Payer      | Paghé            | Payé      | Paiar, Pagar           | Pagare    |
| Platea              | Pl(y)asse               | Place      | Piassa           | Place     | Plaça                  | Piazza    |
| Ecclesia            | Églyéze                 | Église     | Gesia / Cesa     | Éllésé    | Gleia                  | Chiesa    |
| Caseus (formaticus) | Fromaze, Tomâ           | Fromage    | Formagg / Formaj | Fromadzo  | Fromatge, Fromatgi     | Formaggio |

#### Tableau de comparaison par vallées et communes
| Français | Albanais | Thônes  | Lanslevilard | La Giettaz        | Chambéry | Saint-Jean-de- Maurienne | Moûtiers | Samoëns | Albertville |
| -------- | -------- | ------- | ------------ | ----------------- | -------- | ------------------------ | -------- | ------- | ----------- |
| Chou     | Tyu      | Chu     | Tchu         | Styeû             | Shu      | Sheû                     | Tsou     | Shou    | Styeû       |
| Ciel     | Sé       | Syé     | Chyél        | Cheû              | Syèl     | Chyé                     | Chîe     | Syèlo   | Chér        |
| Manger   | Bdjî     | Mzhî    | Mi'ndjér     | Mzyé              | Medyé    | Mzhé                     | M'djê    | Mzhî    | Mezyé       |
| Chèvre   | Tyèvra   | Shêvra  | Tchévra      | Styévra / Kàbra   | Shèvra   | Tyèvra                   | Tchévra  | Shîvra  | Styévra     |
| Fatigué  | Fatiguâ  | Fatiguâ | Kreupar      | Mafyé(tâ) / Lànyà | Fateguâ  | Lasso                    | Mafî     | Maf'itâ | Mafyé       |
| Mettre   | Mètre    | M'tâ    | Betâr        | Betâ / Btâ        | B'tâ     | B'tâ                     | Betâ     | Mètre   | Betâ        |

À travers ces exemples, une caractéristique déjà développée du savoyard — et du francoprovençal en général — ressort ; la variation et l'évolution des mots selon les différentes localités. Cette fluctuation de la langue, notamment dans les noms et adjectifs, comme dit précédemment, est principalement due à l'isolement des villages entre eux, causé la plupart du temps par le relief, l'environnement (neige...). De ce fait, certaines variantes savoyardes sont plus conservatrices que d'autres ; se traduisant par la conservation de formes anciennes dans certains "patois", comme l'exemple du mot fil de fer, se traduisant fi d'arsho / arsto dans les variantes les plus conservatrices, en opposition avec variantes fi de fér / fi dè fér présentes dans les variantes s'étant laissées influencer par le français. Ces variations sont plus ou moins fortes entre les localités proches en fonction de leur région. La région la plus homogène linguistiquement étant la vallée de Thônes, car étant enfermée par de hautes montagnes, qui autrefois ne permettaient que des contacts restreints avec l’extérieur. Mais, même dans cette vallée assez homogène, des variations — quoique minimes — apparaissent.
Cependant, l'étude publiée sous l'Atlas linguistique et ethnographique du Jura et des Alpes du Nord, menée par Gaston Tuaillon et Jean-Batiste Martin montre que sur plus de 1500 mots courants, le savoyard, en dépit de cette tendance de forte variation linguistique, en possédait 600 communs à toutes les variantes du dialecte. À l'instar des mots r'nolye (grenouille), r'masse (balai), ou encore modâ (partir) ; qui le plus souvent ne varient que sur une syllabe, et/ou sur la prononciation. Mais, il n'empêche que certains de ces mots considérés comme communs à l'ensemble des variantes du savoyard varient dans certaines localités isolées, ou dans certaines régions (l'exemple précédemment utilisé r'nolye fait partie de ces mots-ci, car présent sous des formes équivoques à celle donnée dans l'ensemble des variantes savoyardes, à l'exception de la Maurienne, où il mute en ran-na).

### Principaux dialectes
La précédente description des isoglosses et variations permet de distinguer plusieurs grands ensembles dialectaux savoyards.

#### Le tarin
Le dialecte tarin se caractérise, comme dit précédemment, par son caractère assez conservateur, de par le maintien de plusieurs traits fondamentaux du francoprovençal comme le ts et le dz. Le tarin, contrairement à la majeure partie des dialectes savoyards conjugue le verbe être selon la forme latin eram, eras, erat, donnant dz'érou, t'érâ..., comme les dialectes valdotains et valaisans. Autre grande caractéristique du tarin, qui comme le mauriennais a conservé les consonnes finales (comme dans tsatèl, château), qui s'articulent assez souvent selon les déclinaisons (le cas sujet donne tsatè, tandis que les cas régimes et sujets donnent tsatèl.). 

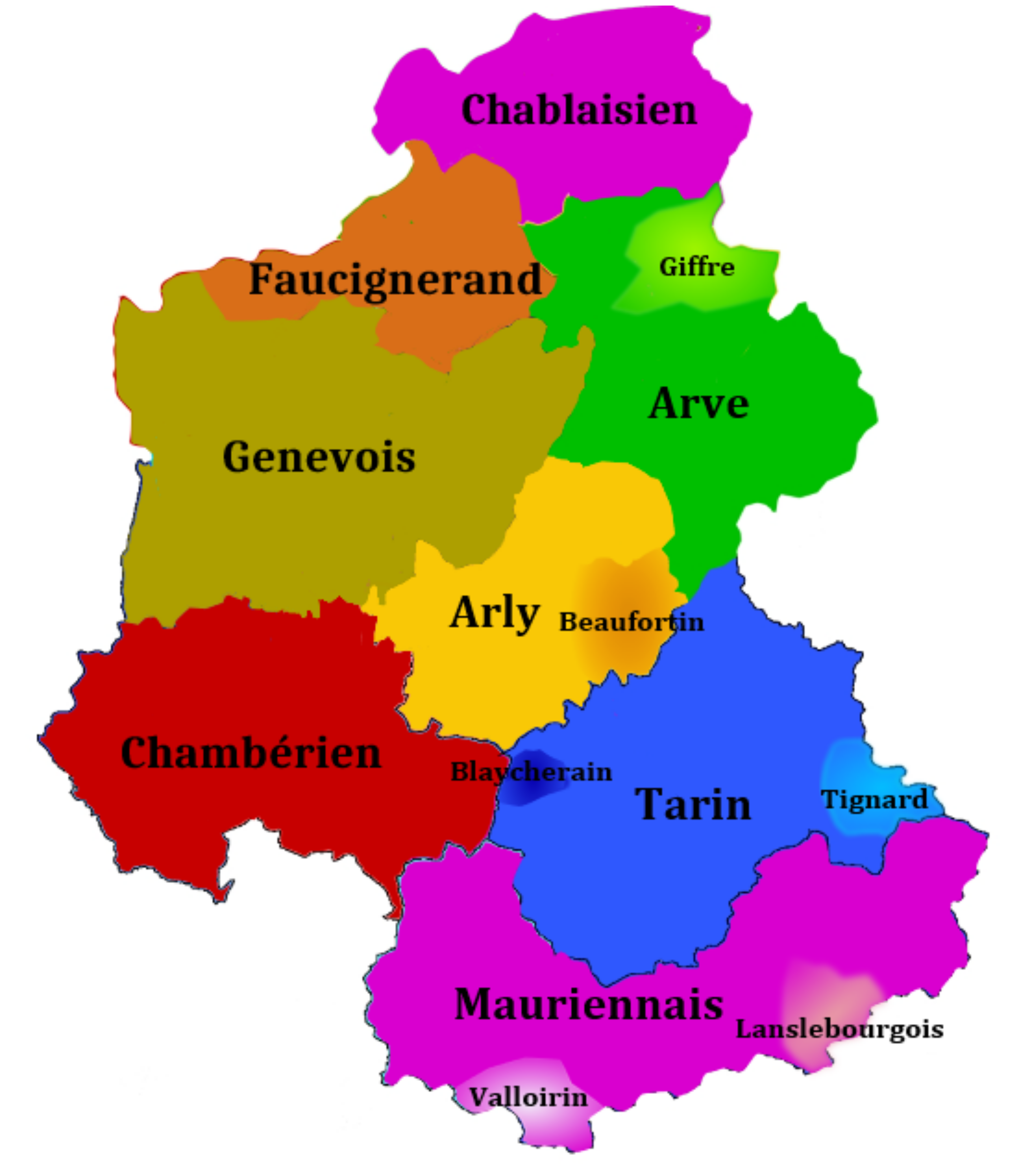
Dialectes savoyards,,,,,,.

Au sein du dialecte tarin, on peut distinguer deux principaux cas à part, que sont la Haute-Tarentaise (Tignes), et le village d'Esserts-Blay. Le premier diffère du tarin en plusieurs points ; tout d'abord, en Haute-Tarentaise, le C+A latin s'est simplifié en s (ex: al a oün sapèl tirolyin, il a un chapeau tyrolien), on peut aussi remarquer que la diphtongue a-ou n'a que peu évolué avec la forme o-ou. Ces différences restant néanmoins minimes quant à la totalité de la langue. Le blaycherain quant à lui déroge surtout au niveau des verbes, comme être qui le plus souvent se dit étre en savoyard, mais étökh à Esserts-Blay.

#### Le Mauriennais
Les parlers mauriennais se caractérisent par leurs nombreux archaïsmes en dépit d'une très grande diversité des parlers. L'un de ces archaïsmes les plus frappants est le maintien fossilisé de restes de déclinaison : de Saint Rémy à Termignon, l'adjectif masculin singulier attribut du sujet prend une forme identique à celle du pluriel, héritée du nominatif latin. Ainsi à Saint-Martin-de-la-Porte, la poire mûre se dit "lo pezhuit mòy (< maturum)" mais la poire est mûre est "lo pezhuit é mour (< maturus)". De même au pluriel la phrase se dit "lo pezhui son mour (< maturos)". À Villarembert, Fontcouverte et Saint Pancrace, le système de déclinaison est encore mieux conservé et touche les noms masculins singuliers sujets et l'article défini. On dira "le fòr é hhô" (le four est chaud), mais "d'é éhheuyda lo fòrt" (j'ai chauffé le four). Cette alternance entre la forme du cas sujet le fòr et celle du cas oblique lo fòrt se retrouve pour une série de noms qui continuent à se décliner ainsi.
Un autre trait archaïsant de la Maurienne est le maintien du r de l'infinitif que l'on trouve dans plusieurs villages de la Moyenne et de la Haute Maurienne. En Moyenne Maurienne, ce r final se confond souvent à avec le l final et devient [r, l, ð, t, n] selon les villages. Ainsi, chanter et beau se diront shantèr et bèr, shantèl et bèl, shantèzh et bèzh etc.
Un certain nombre de villages, en Moyenne-Maurienne notamment, maintiennent le t final atone de la troisième personne du singulier : CANTAT > shantèt, "(il) chante".
Les deux derniers villages de la vallée, Bonneval-sur-Arc et Bessans, maintiennent le -s final du pluriel : la vatsé, lé vatsés.
Effectivement, certaines prononciations sont endémiques à la Maurienne, et parmi ces dernières, trois sont particulièrement marquantes. La première est la prononciation des on latin, qui dans la plupart des dialectes savoyards se prononcent [ɔ̃] ou [ɔɳ], sauf en Mauriennais, ou l'on prononce [ũ] (oün). Le deuxième son typique en Mauriennais est le [ỹ] (ex: pün, poing). Le troisième est le [ĩ] (ex: pïn, pin), inconnu en français et en savoyard, comme les autres sons. La deuxième particularité, moins visible au premier abord, est la différence de vocabulaire présente avec certains mots ; l'exemple précédent de r'nolye, qui donne ran-na en Maurienne est un des plus parlants.
La prononciation des consonnes palatalisées C + A et C + I,E sont très diverses. C + I,E aboutit à sh, hh ou à un hiatus, notamment en Haute Maurienne. Pour l'évolution de CA, sh domine la majeure partie de la vallée, mais l'on trouve également ts notamment en Haute Maurienne et à Saint Sorlin d'Arves. Le sh a évolué vers hh autour de Saint Jean de Maurienne (ex: hhyèvra, chèvre), vers f à Lanslebourg (ex: vafe, vache) et s à Termignon (ex: sòl, chou). Les variantes sonores sont généralement les équivalents des formes sourdes (sh = zh, ts = dz etc.) mais zh devient d à Valmeinier et tend à disparaitre dans la région de Saint Jean de Maurienne.

#### L'Arly
Ce dialecte du savoyard, suivant le cours de l'Arly, peut tout d'abord être vu comme une variante savoyarde relativement homogène. Cet ensemble se différencie des autres en plusieurs points majeurs, dont la métathèse (déjà évoquée) des ts en st dans l'ensemble de l'Arly, et dans une moindre mesure des dz en zd. Outre cette caractéristique principale, plusieurs autres sont endémiques à ce dialecte. Tout d'abord, l'évolution des O  brefs toniques en ou-eu (porta → poueurta) (ex: le boueu, l'étable). On peut aussi noter que l'évolution du C+A latin en st, s'est parfois accompagnée de l'ajout d'un y après le st (ex: styé, chez). Le y s'est aussi maintenu tel quel (cf Évolution des verbes en IARE latin, et du E bref) dans de nombreux cas, comme avec les verbes en yé descendant des verbes latins finissant en IARE ; ainsi qu'avec de nombreux mots ayant évolué en i dans le reste des dialectes savoyards.

#### Le Chambérien
Le Chambérien peut être vu comme le dialecte de la Savoie propre (sans l'Arly), se caractérisant, principalement, par des variantes au niveau du vocabulaire qui lui sont propres. Le cas le plus marquant est l'évolution du pronom démonstratif celui dans cette région. Effectivement, dans la plupart des autres dialectes, il donne s'li, s'lé, (voire sétye, Arly), cependant, dans le dialecte Chambérien, il donne, sans exceptions, chô (ex: y'è chô ki fô sin, c'est celui qui fait ça.). Autre évolution similaire, qu'est celle de la préposition voilà, qui a évolué sous des formes comme vétyà, vatchà (tlé en Faucignerand), mais qui est présent dans le dialecte Chambérien sous la forme vékà (présent sporadiquement dans quelques autres endroits.).
Le dialecte Chamberien, comme le Faucignerand, se caractérisent aussi par l'influence du français, notamment dans une partie de leur vocabulaire. Ce faisant, plusieurs prépositions comme tanke, tinke ou 'four, d'feur (dehors) ont laissé place (sauf quelques exceptions) à jusk', jeusk' et d'yôr, d'jôr formes influencées par la langue française. Cette influence est aussi présente au niveau du vocabulaire, comme avec le mots shalande, sont présents (surtout la partie ouest du dialecte chambérien) sous les formes noyé (féminin), no-é. La conjugaison est elle aussi, dans une moindre mesure, influencée par le français ; principalement avec le pronom elle ainsi que le participe passé du verbe avoir. De fait, le pronom elle qui, la plupart du temps est présent avec lé, yé en savoyard, donne èl dans la majeure partie du l'aire chambérienne. Pour le participe passé du verbe avoir, on trouve en effet une forme plus proche du français que avu, awu, avec zu, yeû (ex: No on-n-a yeû, Petit Bugey, No on-n-a zu, Arvillard).

## Écriture

### Graphie de Conflans
La graphie de Conflans est une convention d'écriture du francoprovençal (savoyard en particulier) réalisée à partir de 1981 au Centre de la Culture Savoyarde de Conflans, à l’instigation de l'abbé Marius Hudry (historien de renom), et de Gaston Tuaillon, linguiste au Centre de dialectologie de l'Université de Grenoble, ainsi qu'un grand nombre de "patoisants" venus des quatre coins des pays de Savoie. Ce groupe, appelé "Groupe de Conflans"  avait comme but principal de mettre au point une graphie pour écrire le savoyard permettant sa sauvegarde, car de plus en plus délaissé. Cette graphie semi-phonétique se base sur les conventions phonétiques de la langue française pour exprimer les variantes dialectales savoyardes locales.
| A.P.I | Graphie de Conflans                                                                      | Exemples français | Exemples savoyards |
| --- | ---------------------------------------------------------------------------------------- | --- | --- |
| Voyelles non nasalisées (différemment orthographiées)                                                                 |                                                                                          | | |
| - [ø] - [œ] - [o] - [ɔ] - [ɑ] - [ä]                                                                                   | - eû - eù - ô - ò (accent non obligatoire) - â - à (accent non obligatoire)              | - il veut - la peur - haut - le sol - pâte - Paris | - la ryeûte (la pente) - tòteùra (plus tard) - sh/ts/stôtan (été) - mòsh/styu (mouchoir) - apréstâ (préparer) - pàta (chiffon, éponge) |
| Semi-voyelles (différemment orthographiées)                                                                           |                                                                                          | | |
| - [ j] - [w] | - y - ou                                                                                 | - bouteille, payer, iode - oui, louis | - yô (haut), frozyé (se développer) - on nouire (un noyer) |
| Voyelles nasalisées (différemment orthographiées)                                                                     |                                                                                          | | |
| - [ã] - [õ] - [ɛ̃] | - an - on - in                                                                           | - lent - long - Ain | - l'àvan (l'osier) - nyonsan (nulle part) - on sh/ts/stin (un chien) |
| Consonnes (différemment orthographiées)                                                                               |                                                                                          | | |
| - [s] - [z] - [k] - [ge], [gi], [gœ] - [ ɲ], [ʎ], [ j] (consonnes palatales) - [ ʒ] - [θ] - [ð] - [h], [x], [ç] - [Ø] | - s (ss entre deux voyelles) - z - k - gué, gui, gueu - ny, ly, y - j - sh - zh - hh - h | - face, casse - vase - casque, quête - gueuler, guillaume, gueux - montagne, paille, panier - gilet, jaune - anglais think, thought - anglais that, then - anglais high, ich-laut et ach-laut de l'allemand - cahier | - mossâr (motte de terre avec son herbe) - klyôzatâ (cligner des yeux, clignoter) - koston (cou), lou kakatin (les toilettes) - r'guétâ (regarder), guilye (motte de beurre) - nyolè (nuage), pelyë (cheveux) - jarzë (tricot en laine), jambri (souffrir) - vashe (vache), shantâ (chanter) - zhor (jour), tsïnzhè (quinze) - hhat (chat), hhi (Sixt), danhhyé (danser) - tèha (tête), hizhi (cire) |

Quelques explications :
- le son [ã] s'écrit toujours an. Exemple : ansteryé = renchérir
- le son [o] s'écrira toujours o ou ô. Exemple: destô = pieds-nu
- le son [ ɲ] s'écrit ny, exemple: nyolé = nuage ou nyon san = nulle part
- le son [ʎ] s'écrira toujours ly ou ye, comme dans pelyë (cheveux)

Cette graphie permit aussi la publication d'un grand nombre de livres traitant du savoyard comme: découvrir l’Histoire de Savoie, 1989; Découvrir les Parlers de Savoie, 1994, financé en partie par le ministère de la culture, et la Direction Régionale des Affaires Culturelles de Rhône-Alpes, DRAC.

### Graphie de Constantin
Le système graphique d'Aimé Constantin est l'un des premiers systèmes graphique adaptables à l'ensemble des variations de la langue savoyarde. Il fut créé en 1902 par cet auteur dans le but de permettre à chaque locuteur d'écrire sa langue, en reproduisant le plus fidèlement la prononciation de la variante de ce dernier. Ce système est très complet, sans être étymologique et sans se fonder totalement sur les systèmes des autres langues romanes.

#### caractéristiques principales
- La quasi-totalité des lettres sont prononcées.
- Le même son est écrit de manière identique selon les mots. Les voyelles nasales an, un, on, in ainsi que les consonnes gu et ch conservent la prononciation française.
- Quand l'accent tonique n'est pas marquée sur la dernière, mais sur l'avant dernière syllabe, cela est indiqué par un caron (ˇ) sur la dernière syllabe (ex: tomǎ, l'òmǒu).
  - Pour marquer l'accent tonique sur une certaine syllabe, l'accent grave est employé (ex: éstòmǎ).
- Les voyelles î,û,eû,oû, surmontées d'un accent circonflexe sont longues, sans quoi elles sont courtes.
  - Les voyelles a ou o, quelles soient surmontées ou non d'un signe diacritique grave font un son bref et ouvert. Tandis que quand elles sont surmontées d'un accent circonflexe, le son est long et grave. Quand ces deux voyelles sont surmontées d'un accent aigu, le son est entre les deux précédents.
- Le w se prononce comme le son ou bref en français. Le y quant à lui est l'équivalent d'un ĭĭ (ex balyî).
- La lettre q est présente sans u, et est employé seulement devant le e et le i, il est autrement remplacé par le c.

##### Écriture des sons inconnus en français
- Le son th dur anglais est représenté par çh, et le th doux par jh (ex: çhtalë, sajhǒ).
- Le son c'h présent en breton et en allemand se retrouve aux alentours de Samoëns, d'Aime... est représenté par c'h (ex: c'hi, six).

##### signes diacritiques
- L'apostrophe est utilisée pour indiquer une liaison à la fin d'un mot ou une élision au début d'un mot (ex: sim'plǎ, n'òmoŭ).
- Le trait d'union s'emploie comme en français, comme pour lier pé devant une voyelle avec r, pé-r on...

### Graphie ORB
L'orthographe de référence B (ORB), est un système graphique se voulant supra-dialectal — englobant de ce fait l'ensemble du francoprovençal — mis au point par le linguiste Dominique Stich en 2003. Cette graphie, est elle-même l'évolution d'un premier système orthographique (ORA), qui sont tous deux pseudo-étymologiques, se ,fondent sur les modèles orthographique du français et de l'italien (principalement). Donnant, par exemple, pour le mot avoé,  (/awe/, avec) en Graphie de Conflans, avouèc en graphie ORB ; se rapprochant de l'étymologie française avec le ouè ainsi que l'ajout du c final, qui peut ou non être prononcé (selon la variante franco-provençale.). Ce qui donne des formes s'approchant du cheminement étymologique que leurs équivalents français, italiens ou occitans ont connu. De ce fait, Dominique Stich explique pouvoir exprimer les homonymes, chose parfois difficile en Graphie de Conflans.
Ce système assez complexe, l'est d'autant plus qu'il fonctionne avec comme base deux types d'ORB que Dominique Stich définit comme suivant :

« La forme d'ORB dite large [...], c'est-à-dire celle qui ne tient compte pratiquement d'aucune particularité phonétique locale. [...] L'ORB dite serrée qui, sans défigurer le mot en ORB large, donne quelques précisions supplémentaires »

— Dominique Stiche dans : Mini Dico Français / Savoyard.
Le mot ORB ''large'', mas (prononcé /me/ dans toutes les variantes savoyardes.), s'écrira màs en ORB ''serrée'', et c'est en cette complexité et ce flou que les critiques se dirigent. Ainsi, certains critiques, comme le rédacteur du Glossaire du patois de suisse romande Eric Fluckiger, qualifient la méthode employée par Stich comme « Une formule micro-structurelle atypique et peu conforme aux règles de la lexicographie moderne.». Les critiques portent aussi atteinte à la méthode pseudo-étymologique employée par Stich, au niveau de l'identification des morphèmes par Dominique Stich, qui selon Eric Fluckiger « faute d'avoir justement identifié certains morphèmes, l'auteur envient à créer la confusion ». Cependant, l'ORB, est reconnue dans la facilitation de la différenciation des homonymes, principale critique faite à la Graphie de Conflans.

## Grammaire

### Articles définis
Le savoyard, comme la majorité des dialectes franco-provençaux, se caractérise par la présence de deux articles différents pour le masculins (le ou lò suivant les endroits.) et le féminin (la partout), qui à la différence du français donne une forme pour chaque genre au pluriel (masculin lou ou lô, féminin lé) . Au-delà de cette similarité avec l'italien, la déclinaison est aussi très similaire entre ces deux langues.
| Singulier | Singulier        | Singulier | Singulier | Singulier | Pluriel              | Pluriel                    | Pluriel | Pluriel       |
| Masculin  | Masculin         | Masculin  | Féminin   | Féminin   | Masculin             | Masculin                   | Féminin | Féminin       |
| --------- | ---------------- | --------- | --------- | --------- | -------------------- | -------------------------- | ------- | ------------- |
| Nominatif | lô ou le         | l'        | la        | l'        | lô ou lou            | lô-z ou lou-z              | lé      | lé-z          |
| Génitif   | de lô / le ou du | de l'     | de la     | de l'     | de lou / de lô ou dé | de lou-z / de lô-z ou dé-z | de lé   | de lé-z       |
| Datif     | a lô / le ou u   | a l'      | a la      | a l'      | a lou / a lô ou é    | a lou-z / a lô-z ou é-z    | a lé    | a lé-z ou é-z |
| Accusatif | lô ou le         | l'        | la        | l'        | lô ou lou            | lou-z ou lô-z              | lé      | lé-z          |

On peut remarquer sur le tableau ci-dessus que le génitif et le datif peuvent s'exprimer sous deux formes, de lou ou du pour le premier ; a lou ou u pour le deuxième. La première forme de chaque était originellement présente dans l'ensemble des dialectes franco-provençaux, mais elle fut délaissée – sous influence du français – dans des parties importantes de l'aire franco-provençale, notamment à l'ouest, au profit de la seconde forme.

### Articles indéfinis
| Masculin  | Masculin  | Féminin |
| --------- | --------- | ------- |
| Nominatif | on (eùn)¹ | nà      |
| Génitif   | d'on      | d'nà    |
| Datif     | a (r)'on² | a nà    |
| Accusatif | on        | nà      |

1 : La forme eùn est présente dans quelques endroits en Maurienne.
2 : Le r' est très souvent présent pour éviter le hiatus a-on, difficile à prononcer. On retrouve aussi très fréquemment ce r euphonique dans pè'r'on (pour un) pour pè on.

#### Cas particuliers
- Lorsque le substantif commence par une voyelle, le n de on se lie avec (ex: on-n-ami).
- Lorsque le on est un adjectif numéral, il prend la forme yon (ex : yon d'lou dou = un des deux)

| Articles féminins                                                                                   | articles masculins                                                                     |
| --------------------------------------------------------------------------------------------------- | -------------------------------------------------------------------------------------- |
| la, la route = la ròta une, une route = na ròta des, des routes = de ròte les, les routes = lé ròte | le, le banc = le ban un, un banc = on ban des, bancs = de ban les, les bancs = lou ban |

Le tableau précédent montre une caractéristique que le savoyard partage avec le reste des dialectes arpitans, la formation du pluriel féminin. les a sourds (presque toujours marques de féminin pour les noms communs) à la fin des mots se transforment en e semi-muet au pluriel. On retrouve cette variation avec quelques mots masculins, comme dans le mot bouébo (gamin), donnant lou bouébe au pluriel.
Exemples:
La vielye guimbârda a Dôde étâ dû a émoutyé. = La vieille voiture de Claude était dure à démarrer.
Lé vielye guimbârde a Dôde étyan dû a émoustyé. = Les vieilles voitures de Claude étaient dures à démarrer.

### Verbes et conjugaison
La conjugaison des verbes savoyards est très proche de la conjugaison espagnole, notamment pour le groupe finissant en â (ex amâ = aimer). La totalité des variantes du savoyard possèdent trois groupes verbaux, à savoir : les verbes terminant en â et yi / yé (amâ, starmèyé) — les deux formes n'ayant pas la même conjugaison — ; ceux terminant en ì (krapì) ; et ceux terminant en re (krètre). Le savoyard possède un nombre assez important de temps, comme l'équivalent français du plus que parfait.

#### auxiliaires[74]
Le savoyard, comme l'intégralité des langues romanes recourt à deux auxiliaires, avè et ètre, issus du latin habeo et sum pour articuler ses phrases à la voix passive, et former des temps composés.
- Ètre :
  - Présent
  - (indicatif) D(e)' / Zh(é)'si ou sé ; T'é ; Âl é, Ly'é ; On'é / Nô sin ; vô z'ète / vô z'èrsse ; Y san (son dans l'albanais.)
    - (subjonctif) ke d(e)' / zh(é)'sàiye ou sèye ; k(e)'tè sàiye ou sèye ; k'â, k'lyé sàiye ou sèye ; k(e)'nô sàiyèn ou sèyan ; ke vô sàiyì ou sèyé ; k'y sèyàn ou sussan (La giettaz)

  - Passé
  - (passé composé) D'é / Zh'é étâ ; T'â étâ ; Âl'a,l' étâ ; On'a étâ / Nô z'avèn étâ ; Vô z'é étâ ; Y'an étâ
  - (imparfait) D' / Zh' étyou ; T'étâvâ ou T'étyâ ; Âl, Ly' étâve ou étâ ; On été / Nô z'étàvan ; Vô z'étavâ ; Y'étyan
    - (imparfait, deuxième forme¹)  D(e)' / Zh(é)'ériô ; T'érâ ; Âl, Ly'érê ; Nôz éran ; Vô z'érâ ; Y'éron ou érin

  - (plus que Parfait) D' / Zh' avyou étâ ; T'avyâ étâ ; Âl, L' avè étâ ; On avè étâ / Nô z'avyan étâ ; Y avyan étâ
    - (plus que Parfait, deuxième forme²) D' / Zh' avyou-z-étâ ; T'avyâ-z-étâ ; Âl, L' avè-z-étâ ; On avè-z-étâ / Nô z'avyan-z-étâ ; Y'avyan-z-étâ

  - Futur
  - (simple)  D(e)' / Zh(é)'sarè ; Tè saré ; Â, Lyé sarâ ; On sarâ / Nô sarèn ; Vô sarì ou saré ; Y saran
  - (antérieur) D' / Zh' arè étâ ; T'avré étâ ; Âl, L' arâ étâ ; On arâ étâ / Nô z'aran étâ ; Y'arèn étâ
    - (antérieur, forme plus familière) D' / Zh' arè-z-étâ ; T'aré-z-étâ ; Âl, L' arâ-z-étâ ; On arâ-z-étâ / Nô z'aran-z-étâ ; Y'arèn-z-étâ

1 : La deuxième forme est présente dans certaines régions en Savoie, mais reste moins fréquente.
2 : Les deux formes de l'imparfait sont équivalentes (et présentes partout), cependant, la seconde est plus familière.
- Avè ou Avì :
  - Présent
  - (indicatif) D'é / Zh'é ; T'a ; Âl, l' a ; On'a / No z'avèn ; Vô avì / avé ; Y'an
  - (subjonctif) ke d' / zh'àiye ou èye ; k(e)'t'àiye ou èye ; k'â, k'l' àiye ou èye ; k(e)'on èye / nô z'àiyèn ou èyan ; ke vô z'àiyì ou èyé ; k'y'àiyon ou èyan
  - Passé
  - (composé) Dé / Zh'é avouü ; T'a Avouü ; Âl, L' avouü... (avouü à toutes les personnes)
  - (imparfait) D' / Zh' avyou ; T'avyâ ; Âl, L' avè ; On avè étâ / Nô z'avyan ; Y avyan
  - (antérieur) voir vèrbe être
  - Futur
  - (simple) D' / Zh' aré ; T'aré ; Âl, L' arâ ; On avrâ / Nô z'avran ; Vô z'avré ou avrì ; Y'avrèn
    - (simple, deuxième forme¹) D' / Zh' érè-z-étâ ; T'èré-z-étâ ; Âl, L' èrâ-z-étâ ; On èrâ-z-étâ / Nô z'èran-z-étâ ; Y'èrèn-z-étâ

  - Conditionnel
    - (présent) D' / Zh' ari ; T'ara / ère ; Âl, L'are / ère ; On ère / Nô z'aryan ; Vô ara / ère; Y éryan
      - (présent, deuxième forme¹) Zh' aryou ; T'aryâ ; Âl, L' arè ; On arè / Nô z'aryan ; Vô aryâ ; Y aryan

    - (passé) D' / Zh'avryou z'avouü ou z'u ; T'avryâ z'avouü ou z'u... (avouü à toutes les personnes)
      - (passé, deuxième forme²) Zh'aryou z'avouü ou z'u ; T'aryâ z'avouü ou z'u... (avouü à toutes les personnes)

  - Participe
  - (présent) Ayèn (parfois èyèn)
  - (passé) masc Avouü fem Avouüta³

1 et 2 : La première forme est plus récente que la deuxième, qui ne se trouve plus dans toutes les variantes de la langue savoyarde.
3 : La différenciation entre masculin et féminin au passé est devenue très rare.

#### Conjugaison
La conjugaison dans les différentes variantes savoyardes du francoprovençal, est très proche de la conjugaison occitane, faite elle de 4 groupes distincts. Le premier groupe regroupe les verbes finissants en â, venant du groupe latin se terminant en are, qui a donné en français le premier groupe en er. Le deuxième groupe se termine en yî, yé, et chî, ché il correspond au second groupe en français (finissant en iller, cer). Le troisième groupe, quant à lui, voit ses verbes se terminer en î , équivalent du deuxième groupe français. Le quatrième groupe est l'équivalent du 3e groupe français, et les terminaisons sont multiples : ire, è, ère, ètre, dre, tre, re, vre. Ce groupe, comme en français, comporte plusieurs sous groupes de conjugaisons.

Les temps sont relativement similaires aux autres langues romanes, si on excepte l'absence d'un équivalent du passé simple dans la quasi-totalité des variantes savoyardes. Voici une série de tableaux exposant la conjugaison savoyarde et ses principales variantes.
| Indicatif          | Indicatif          | Indicatif        | Indicatif         | Subjonctif                   | Subjonctif                    | Conditionnel      |
| Pronoms personnels | Présent            | Imparfait        | Futur             | Présent                      | Imparfait                     | Conditionnel      |
| ------------------ | ------------------ | ---------------- | ----------------- | ---------------------------- | ----------------------------- | ----------------- |
| D' / Zh'           | âmo ou âme         | âmave ou âmavo   | âmerè             | Ke d' / zh'âmèsso            | Ke d' / zh'âmissou            | âmeryou           |
| T'                 | âma ou âme         | âmavâ            | âmeré             | Ke t'âmissa                  | Ke t'âmissa                   | âmeryâ            |
| Âl, L(y)           | âme                | âmave            | K'âl, K'l'âme     | K'âl, K'l'âmèsse             | K'âl, K'l'âmisse              | âmerè             |
| On / No            | On âme / No z'amàn | âmave / z'âmavàn | âmerà / z'âmeràn  | K'on âmèsse / K'no z'amissàn | K'on âmisse / K'no z'amissyon | âmerè / z'âmeryàn |
| Vô                 | z'âmâ              | z'âmavâ          | z'âmeré / z'âmaré | K'vô z'amèssa                | K'vô z'amissâ                 | z'âmeryâ          |
| Y'                 | y'amàn             | amavàn           | âmeryan           | K'y'amissàn                  | K'y'amissàn                   | âmeryàn           |

- Participe présent : aman (féminin et masculin).
- Participe passé singulier : âmâ ou âmâye¹ (féminin et masculin) ; pluriel (féminin) : âmé.

1 : La deuxième forme est plus rare.
| Indicatif          | Indicatif            | Indicatif          | Indicatif          | Subjonctif                      | Subjonctif                      | Conditionnel |
| Pronoms personnels | Présent              | Imparfait          | Futur              | Présent                         | Imparfait                       | Conditionnel |
| ------------------ | -------------------- | ------------------ | ------------------ | ------------------------------- | ------------------------------- | ------------ |
| D' / Zh'           | vânyo ou vânye       | vânyévo ou vânyéve | vânyerè            | Ke d' / zh'vânyèsso             | Ke d' / zh'vânyèsso             |              |
| T'                 | vânye                | vânyévà            | vânyeré            | Ke tè vânyèssà                  | Ke tè vânyèssà                  |              |
| Âl, L(y)é          | vânye                | vânyéve            | vânyera            | K'âl, K'l'vânyèsse              | K'âl, K'l'vânyèsse              |              |
| On / No            | On vânye / No vânyàn | vanyéve / vanyévàn | vânyera / vânyeràn | K'on vânyèsse' / K'no vânyèssàn | K'on vânyèsse' / K'no vânyèssàn |              |
| Vô                 | vânyé                | vanyévâ            | vânyeré            | K'vô vânyèssà                   | K'vô vânyèssà                   |              |
| Y'                 | vânyàn               | vanyévàn           | vânyeràn           | K'y vânyèssàn'                  | K'y vânyèssàn'                  |              |

- Participe présent : vânyan (féminin et masculin).
- Participe passé : singulier : vânya  (féminin et masculin) ; pluriel (féminin) : vânyè.

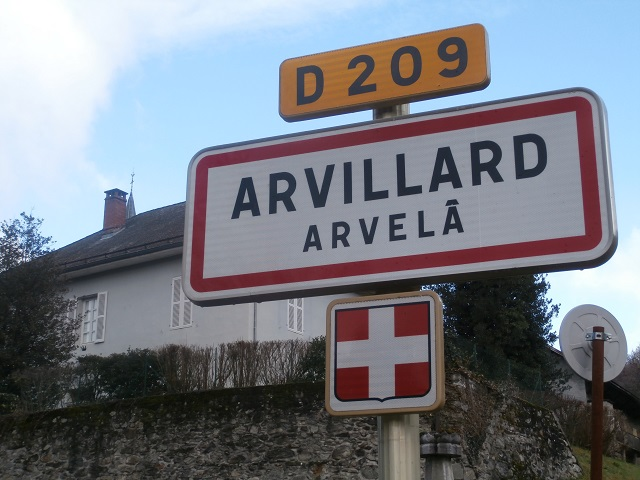
Panneau bilingue français-savoyard, installé en Savoie en 2014.

| Indicatif          | Indicatif                         | Indicatif                   | Indicatif              | Subjonctif                            | Subjonctif                             | Conditionnel          |
| Pronoms personnels | Présent                           | Imparfait                   | Futur                  | Présent                               | Imparfait                              | Conditionnel          |
| ------------------ | --------------------------------- | --------------------------- | ---------------------- | ------------------------------------- | -------------------------------------- | --------------------- |
| D' / Zh'           | fournèsso ou fournèsse            | fournechou                  | fournerè               | Ke d' / zh'fourèchou                  | Ke d' / zh'fournechisse/ou             | fourneryou            |
| T'                 | fournè (originellement fournessa) | fournèchâ                   | fourneré               | Ke t'fournechâ                        | Ke tè fournechissâ'                    | fourneryâ             |
| Âl, L(y)           | fournè                            | fournessè/chè               | K'âl, K'lé fournerà    | K'âl, K'lé fournessè/chè              | K'âl, K'lé fournèchisse'               | fournerè              |
| On / No            | On fournè / No fournessàn         | fournessè / fournessàn/chàn | fournerà / z'fourneràn | K'on fournessè / K'no fournessàn/chàn | K'on fournèchisse / K'no fournèchissàn | fournerè / fourneryàn |
| Vô                 | fourni                            | fournechâ ou fournessâ      | fourneré               | K'vô fournechâ ou fournessâ           | K'vô fournèchissâ                      | fourneryâ             |
| Y'                 | fournèssàn                        | fournechàn                  | fourneran              | K'fournechàn                          | K'y fournèchissàn                      | fourneryàn            |

- Participe présent : fournechan (féminin et masculin).
- Participe passé : fournè (masculin), fournèta (féminin) ; pluriel (féminin) : fournète.

| Indicatif          | Indicatif               | Indicatif             | Indicatif        | Subjonctif | Subjonctif | Conditionnel    |
| Pronoms personnels | Présent                 | Imparfait             | Futur            | Présent    | Imparfait  | Conditionnel    |
| ------------------ | ----------------------- | --------------------- | ---------------- | ---------- | ---------- | --------------- |
| De / Zhe           | dèvo ou dève            | dèvyou                | devrè            |            |            | devrè           |
| Tè                 | dè                      | devyâ                 | devré            |            |            | devryâ          |
| Âl, L(y)           | dè                      | devè                  | K'âl, K'lé devrà |            |            | devrè           |
| On / No            | dè / No dèvàn           | devè / devyàn ou dèvô | devrà / z'devràn |            |            | dvrerè / devràn |
| Vô                 | dède ou dèvi (Albanais) | devyâ                 | devré            |            |            | devryâ          |
| Y                  | dèvàn                   | devyàn                | devran           |            |            | devràn          |

- Participe présent : singulier dèvan (féminin et masculin).
- Participe passé : singulier : dyu (masculin), dyuà (féminin) ; pluriel (féminin) : dyuè

## État actuel de la langue savoyarde

### Usage par la population
Le savoyard est encore utilisé dans certains milieux ruraux et parfois à usage touristique par le biais du parler savoyard, usage de certaines expressions. Dans les années 1990, il y eut un engouement pour la traduction d’expressions en savoyard dans le milieu des sports d'hiver, comme Tot drêt darré lo bochon  signifiant « Seulement derrière les arbustes », ou encore les expressions techniques comme le "Ouedzet" qui signifie "Grabe" en snowboard, ou peuf (« neige poudreuse ») venant du savoyard puça qui signifie « poussière ».[réf. nécessaire].

Certaines communes installent des panneaux bilingues français/savoyard, et mettent parfois en place des cours de savoyard dispensés par des bénévoles, comme la commune d'Arvillard (Arvelâ), dans le département de la Savoie ou les villages de la Communauté de communes Arve et Salève.

Sur RCF Annecy, la bèda a renée présente tous les dimanches à 12h30 une émission en Savoyard.

Néanmoins, une étude conduite en 2009 avec l’Institut Pierre Gardette (université catholique de Lyon) montre que le nombre de locuteurs est faible et que la transmission familiale de la langue a cessé depuis plusieurs décennies.

### Vie publique

#### Radio

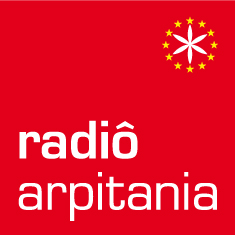
Radiô Arpitania est la première radio entièrement en arpitan (chansons, reportages, émissions), diffusant toutes les variantes de la langue, savoyard inclus.

Le savoyard est présent à la radio, notamment avec l'émission Et si l'on parlait patois présentée tous les dimanches à 12h45 par la bèda a renée sur la radio chrétienne d'Annecy RCF. On peut l'entendre également, aux côtés d'autres dialectes arpitans, sur Radiô Arpitania.

#### Presse
Le savoyard est présent occasionnellement dans des rubriques patois de certains journaux et bulletins, comme la rubrique kâke fanfiourne (quelques histoires) dans chaque édition du bulletin du Val d'Arly. Le journal patoisant Dàva-rossan-na était un quotidien publié dans les années 1990 entièrement en savoyard, rédigé par divers patoisants de Savoie. La Voix des Allobroges, journal savoyard, tient aussi une rubrique savoyard intitulée La Voué, avec des articles sur ou en savoyard. Ce journal a lancé un site spécialement consacré à une série de reportages nommée A l'espéraz sur la langue savoyarde, et ce dans toute la Savoie. Six vidéos furent réalisées en 2014 et 2015.

### Enseignement du savoyard dans les écoles
Le savoyard est enseigné dans certaines écoles savoyarde par l'Association des Enseignants de savoyard (AES). Cette association fut créée à la fin des années 1990 par Marc Bron, actuel président de l'association, en ayant pour but de conserver et surtout de transmettre cette langue aux générations futures.

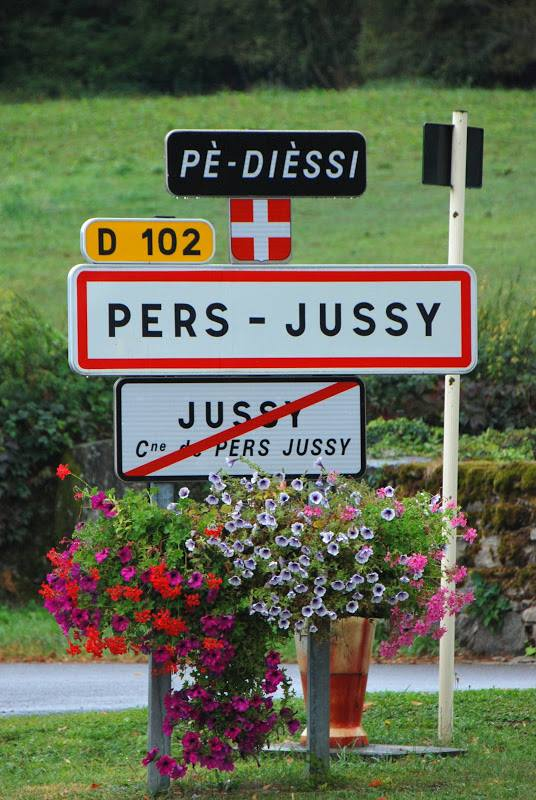
Panneaux d'entrée d'agglomération. Le nom en savoyard a été ajouté en 2015.

### Enquête d'opinion
Selon une enquête qui avait été réalisée pour le compte d'un journal régionaliste en février 2001 par les étudiants de l'IUT d'Annecy-le-Vieux sous la direction de Marc Bron, président de l'Association des Enseignants de savoyard et :
- 71 % des personnes interrogées souhaitent conserver le savoyard ;
- 37 %, l'apprentissage par l'école ;
- 31 %, les cours du soir ;
- 40 %, la mise en place de menus bilingues dans les restaurants, des panneaux à l'entrée des agglomérations écrits dans les deux langues et la possibilité de choisir la savoyard comme langue en option au baccalauréat ;
- 4 personnes sur 5 déclarent l'avoir déjà entendu utiliser dans une conversation ;
- 7 % seulement disent le parler ;
- une personne sur deux pense que le savoyard doit être transmis aux générations futures et qu'il faut mettre en place des écoles bilingues pour les familles qui le souhaitent.

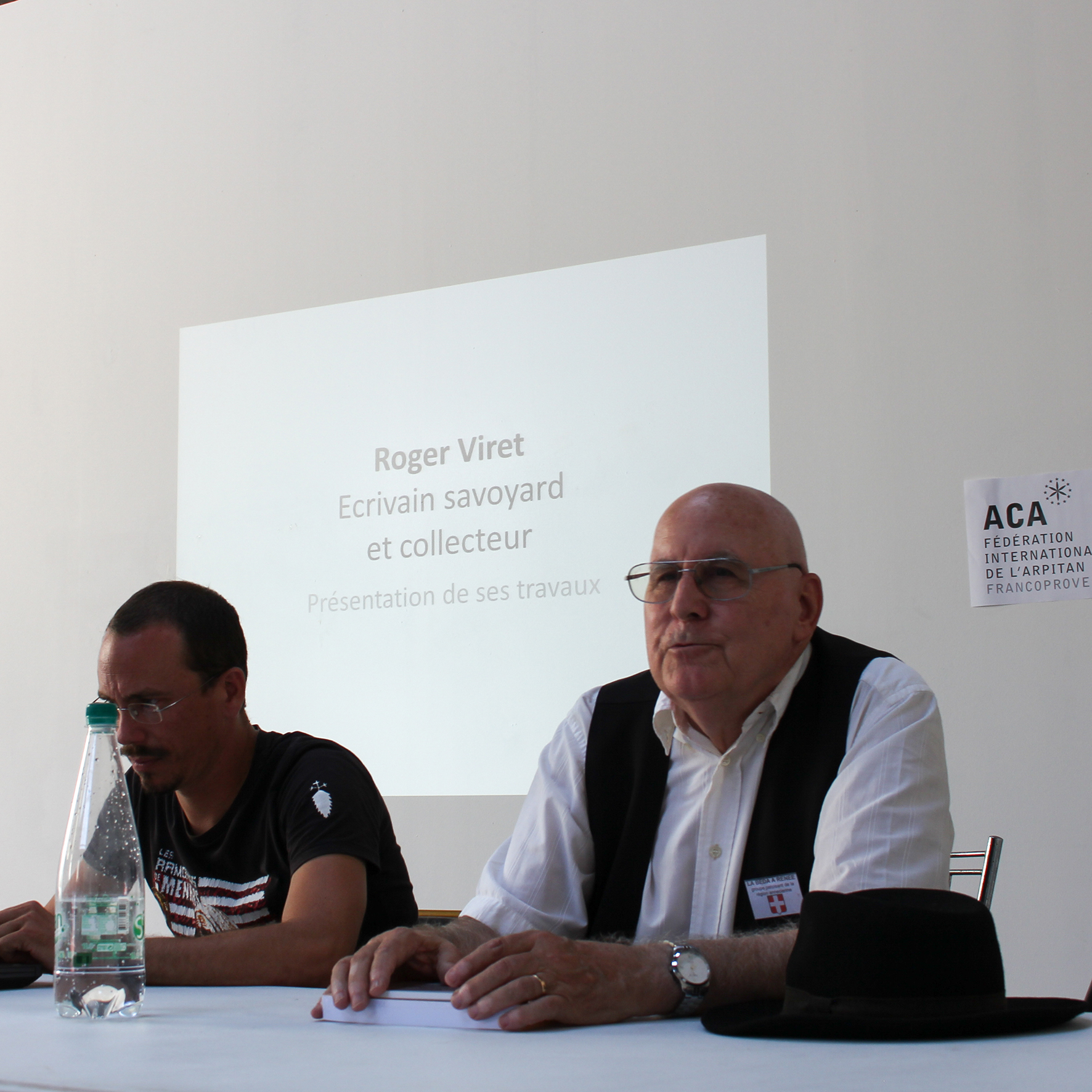
Roger Viret, écrivain et collecteur savoyard arpitanophone, présente ses travaux lors de la internationale du francoprovençal en 2016.

### Ouvrages en savoyard
Ces dernières années, des bandes dessinées ont été traduites dans la variété savoyarde de l'arpitan. C'est le cas, notamment, avec Fanfoué des Pnottas, une production chablaisienne, traduite par Marc Bron, président de l'Association des Enseignants de savoyard (AES). Ce dernier a également adapté un album de Gaston Lagaffe, devenu Gust Leniolu.
On peut aussi noter la publication de plusieurs ouvrages de M. Viret, et notamment la traduction du Petit Prince, Lè ptyou prince, d'Antoine de Saint Exupéry en langue savoyarde.
En 2007, l'Aliance Culturèla Arpitana a lancé à Cervens (Chablais) l'album L'afére Pecârd, traduction de L'affaire Tournesol en franco-provençal. Dans cette aventure de Tintin, le héros parle la variété savoyarde de l'arpitan, avec des tournures empruntés en particulier à la région de Thônes. L'album utilise l'orthographe de référence B, écriture unifiée pour le franco-provençal.
Il existe de nombreux dictionnaires dont plusieurs relativement complets comme : La Giettaz: le patois du haut Val d'Arly, fait par les derniers patoisants de La Giettaz ainsi que Gaston Tuaillon pour la préface, ou encore Le patois de Tignes, Savoie, publié en 1998.

## Associations de référence

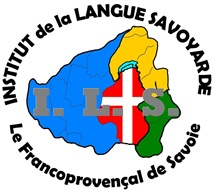
Logo de l'Institut de la Langue Savoyarde.

Afin de coordonner les travaux et initiatives concernant le savoyard, un certain nombre d'associations de référence existent :
- Institut de la Langue Savoyarde (ILS) : Institut de référence actant pour la préservation et la diffusion de la langue savoyarde en Savoie.
- Lou Rbiolon, Fédération des Groupes de Langue Savoyarde : rassemble d'une vingtaine d'associations patoisantes.
- Alliance Culturelle Arpitane (frp) (ACA) : tout ce qui concerne l'arpitan et le dialecte savoyard[87] ;
- Office Géographique Arpitan (GeoArp) : tout ce qui concerne la toponymie et la géographie de la langue[88].

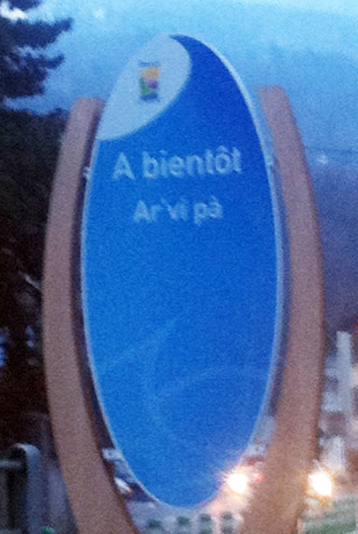
Panneau bilingue à Passy. « A r'vi pâ », qui se traduit littéralement par: « Au revoir, n'est-ce pas ».

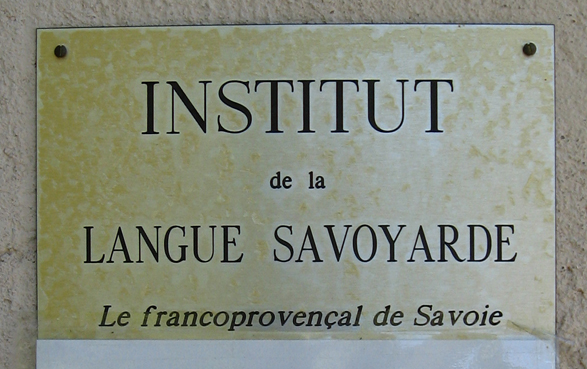
Institut de la Langue Savoyarde (ILS)
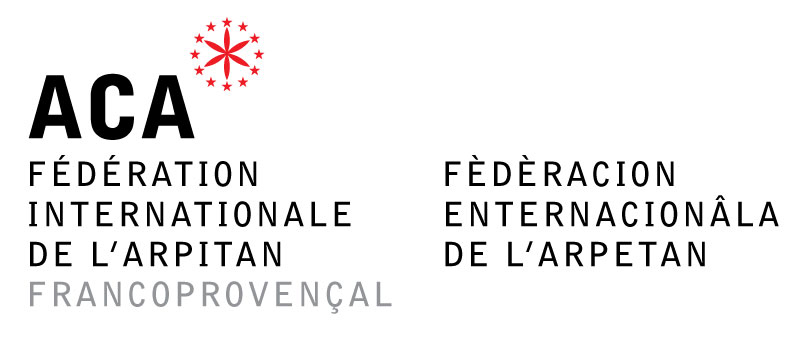
ACA - Fédération Internationale de l'Arpitan
Office Géographique Arpitan (GeoArp)

## Exemples langagier: quelques phrases en savoyard

### Expressions courantes
Ces proverbes et expressions sont écrits dans les deux orthographes officielles. (Graphie de Conflans / Graphie ORB.)
- Na vilye de pelyë / Na vèlye de pêl = Une mèche de cheveux
- Teryé de stavon / Tèrriér de chavon = Ronfler fortement
- Kinta bourta frè / Quinta bôrta frêd = Quel froid insupportable !
- E't de klyar anrazi / Est de cllâr enragiér = C'est une éclaircie qui ne va pas durer

- Té parsé lou zizé kouï zargounan ? / Tè pèrces los uséls qüi jargonnant ? = Tu entends les oiseaux qui gazouillent ?
- Se veryé lou poueûze / Sè vreyér los pôjos. = Se tourner les pouces.
- Pyote, sovâ mé ! / Piotes, sôvâd-mè ! = Jambes, sauvez-moi !
- Alôr é zoye ? / Alor el jouye ? = Comment va le travail ?
- Mantou k'é balye ? / Ment 't-o qu'el bâlye ? = Comment ça va ? (littéralement : Comment que ça donne ?)
- Fo-li s'â t'anmerde / Fola-y s'o t'emmerde = Tape-le s'il te cherche
- Dromi polalye / Dromiéd polalyes = Dormez les poules.

### Dictions, proverbes
- Le fouà é t'on solé / Lo fuè est un solèly = Le feu tient compagnie.
- Kouï s'an ri s'an banke/paye / Qüi s'en rit s'en banque/paye = Qui rit paye
- Pâ dè dessande san chouële / Pas de dessando sen solèly = Pas de samedi sans soleil
- A stalande su le solerë, a pâke é/u tizon / A Chalendes sus los solères, a Pâques ux tisons  = Noël au balcon, Pâques aux tisons
- É fô pa tarstyé myézeur a katôrze yeura / El fôt pas chèrchiér mi-jorn a quatôrze hores = Il ne faut pas chercher midi à 14 heures
- É no balye ran, é no voute ran / Él nos balye ren, et nos voute ren = Cela ne nous donne rien, et ne nous enlève rien
- Te vera poé kan te saré vyu toke/man mé / Te vêra-pués quand te sarés viely ment mè = Tu verras bien quand tu seras vieux comme moi
- L'bon vin a tozho/adé égayà l'koueur d'l'omo, é n'a zhamè gatà cho d'la fèna / Lo bon vin at tojorn/adés èguèyér lo cœr de l'homo et at jamés gâtâ ço de la fèna = Le bon vin a toujours égayé le cœur de l'homme et n'a jamais gâté celui de la femme.
- Brâva/Bèla reuza devin grata-ku /Brâva/Bèla rousa devint grata-cul = belle rose devient gratte-cul (= le fruit de l'églantier qui sert à faire du poil à gratter).
- Mé on brasse la mèrda, mé l'chê (ou tan mé on brafe la mèrda pe mouindre lè chouan) / Més braçont la mèrda, més ele sent = plus on brasse la merde, plus elle sent.
- Sé on povè fère on pèr d'solié, avoué na linga d'féna é na rankuna d'inkrouà/ankroua, y ên aré pe tota la vyà / Sé povont fâre un par de solârs avouéc na lengoua de fèna et na rancuna d'encurâ, y en arét por tota la via = Si on pouvait faire une paire de souliers avec une langue de femme et une rancune de curé, il y en aurait pour toute la vie.

## Mots français empruntés à la langue savoyarde
- Avalanche, vient de lavenche ou avalanche. Ava- veut dire « descendre » et lanche est un « terrain en pente ».
- Chalet, vient du mot chalèt signifiant « abri de montagne », venant du pré-indo-européen (Kalittu)[89].
- Crétin, vient du savoyard Crèhtin. « Chrétien » en savoyard, ce terme devint péjoratif pour désigner les Savoyards sous le terme "crétin des Alpes".
- Diot, vient de diôla, saucisse en savoyard
- Fayard, vient du mot savoyard foyârd ou fo, venant du latin Fagus et désigne populairement le Hêtre commun.
- Génépi, vient de génépél, plante de montagne utilisée pour des macérations[90].
- Gnôle, vient du savoyard niola (signifiant « nuage »), désignant l'eau-de-vie (dans certaines vallées issue de sureau). Popularisée durant le premier conflit mondial. Ce mot tient aussi son origine dans d'autres dialectes francoprovençaux[91].
- Givre, vient du savoyard zhivro, zevra désignant un liquide gelé.
- Piolet, venant du savoyard chamoniard piolèt, signifiant « pioche »[92].
- Reblochon, vient du savoyard reblyoshon (fromage savoyard), venant lui-même du verbe reblochiér voulant dire « traire une seconde fois ».
- Sérac, vient du savoyard seré, sera[93] (fromage issu du lactosérum), qui définit à la fois le fromage ainsi que l’amas de neige devenue glace (rassemblant au fromage).
- Moraine, vient du savoyard morêna, « renflement de terre », qui désigne un amas de pierre déposé par un glacier.
- Traviôle (de), venant du parler savoyard traviôla, de travers.
- Grèbe, vient du savoyard grèbo, désignant comme en français les oiseaux aquatiques de la famille des Podicipedidae[94].

## Littérature

### Ouvrages et auteurs
On considère souvent le savoyard comme dépourvu de littérature, alors qu'il possède nombre d'écrits et de poèmes. En voici quelques-uns.
- Chantin nos atro, (auteur inconnue), XVIIe siècle, publié par la revue savoisienne, 1867,p. 73.
- La moquerie savoyarde, (auteur inconnue), Chambéry, 1603.
- prologue faict par un messager savoyard, (auteur inconnue), Lyon, 1596.
- texte adressé à Mr Dumaz, Amelie Gex, 1878.
- E n'Aero, Just Songeon, réédité en 1980.
- Solférino, Just Songeon, réédité en 1980.
- Na sisparichon. Simone Hyvert Be sson, réédité dans, Les contes fantastiques de Savoie, 2009

### extraits
| Per le kobri! Le chesi ba Par le corbeau! Elletomba Le ne fou pa a mi tonba Sa roba etya ja ronpua Que sa robe était déjà déchirée Et le se trovi touta nua Et elle se trouva toute nue Un chakon vi adon ke ly ere Chacun vit alors sequ'elle était Petit ê gran l'alave veire Petits et grands allaient la voir En tonban se fôr le kieri En tombant, elle cria si fort Ke vouz y oussia vu couri Que vous aurez vu accourir touta le bety' a l'environ Toutes les bêtes autour d'elle Me dessu touta, lo lion Mais les dépassant toutes, le lion (Prologue faict par un messager savoyard, 1596, v. 60-69) | Chéra Monchu, n'ên vô la pêina Sûrement Monsieur, il en vaut la peine De konserva noutron patoué. De conserver notre patois. Pêndên k'on sêntra diên sa veîna Pendant qu’on sentira dans sa veine, Le san de la vilye Savoué... Le sang de la vieille Savoie… Pêdên ke, yeu k'on save ên France Pendant que, où qu’on soit en France Diên noutro koueur on gârdera Dans nos cœurs on gardera La ple petiouta sovenance Le plus petit souvenir De le bognète et du tara, Des bougnettes et du pichet Monchu, mâgré voutron mémouére, Monsieur, malgré votre mémoire Lo savoyâr se faron gloere Les savoyards se feront gloire De parlâ man du devan De parler comme ci-devant. Texte adressé à Mr Dumaz, Maire de Chambéry, pour protester contre ses positions sur le savoyard, Amelie Gex, 1878. |  |  |
| --- | --- |  |  |

#### Dictionnaires
- Les derniers patoisants Giettois, La Giettaz, Le patois du haut Val d'Arly, Cleopas, 2009
- Roger Viret, Patois du Pays de l'Albanais. Dictionnaire savoyard-français, Seynod, Annecy-Impression, 1998 (1re éd. 1998), 531 p. (ISBN 978-2-9512146-0-6 et 2-9512146-0-X). La 3e édition peut être consultée sur le site arpitania.eu [PDF] Dicitonnaire savoyard-français. Comportant plusieurs variantes de la langue savoyarde, 2269 pages.
- Célestin Duch; Henri Béjean; Madeleine Béjean, Le patois de Tignes (Savoie), ELLUG, 1998.
- Chanoine Victorin Ratel, « Étude du parler local, la patois savoyard », dans Jacques Lovie ; Paul Dufournet ; Victorin Ratel ; Louis Terreaux ; Pierre Préau ; Alain Boucharlat, Savoie. Encyclopédie régionale, Paris, Christine Bonneton, coll. « Encyclopédies régionales » (réimpr. 1997) (1re éd. 1978), 368 p. (ISBN 978-2-86253-006-2).
- Anita Gagny, Dictionnaire du français régional de Savoie : Savoie, Haute-Savoie, La Fontaine de Siloé, 1993, 159 p. (ISBN 978-2-86253-152-6, lire en ligne)
- Nombreux ouvrages ou articles publiés notamment dans la Revue savoisienne (Académie florimontane) du philologue Aimé Constantin, dont
  - Aimé Constantin et Joseph Désormaux, Dictionnaire savoyard, Annecy, Imprimerie Abry - Académie florimontane, 1902, 443 p. (lire en ligne). Sous les auspices de l'Académie florimontane.

#### Approches locales
- Maurice Richard, Les mots du Haut-Chablais : Morzine, Avoriaz, La Fontaine de Siloé, 1994, 119 p. (ISBN 978-2-908697-93-3, lire en ligne)
- Chanoine Victorin Ratel, Dictionnaire, grammaire, phonétique du patois de Saint-Martin-la-Porte (Savoie), Chambéry, Les imprimeries réunies de Chambéry, 1976, 363 p..
- Julie Dupraz, Le patois de Saxel : dictionnaire, 1975, 221 p.

#### Autres ouvrages
- Eric Varnay, Patois arpitan et chansons de nos grands-pères Savoyards, Romorantin, CPE Editions (1re éd. 2011), 160 p. (ISBN 978-2-84503-938-4).
- Jean-Marie Jeudy, Les mots pour dire la Savoie : et demain, j'aurai autre chose à vous raconter, Montmélian, La Fontaine de Siloé, 2006 (réimpr. 2006) (1re éd. 2004), 540 p. (ISBN 978-2-84206-315-3, lire en ligne).
- Chanoine Adolphe Gros, Dictionnaire étymologique des noms de lieu de la Savoie, La Fontaine de Siloé, 2004 (réimpr. 2004) (1re éd. 1935), 519 p. (ISBN 978-2-84206-268-2, lire en ligne).